# Mol (België)

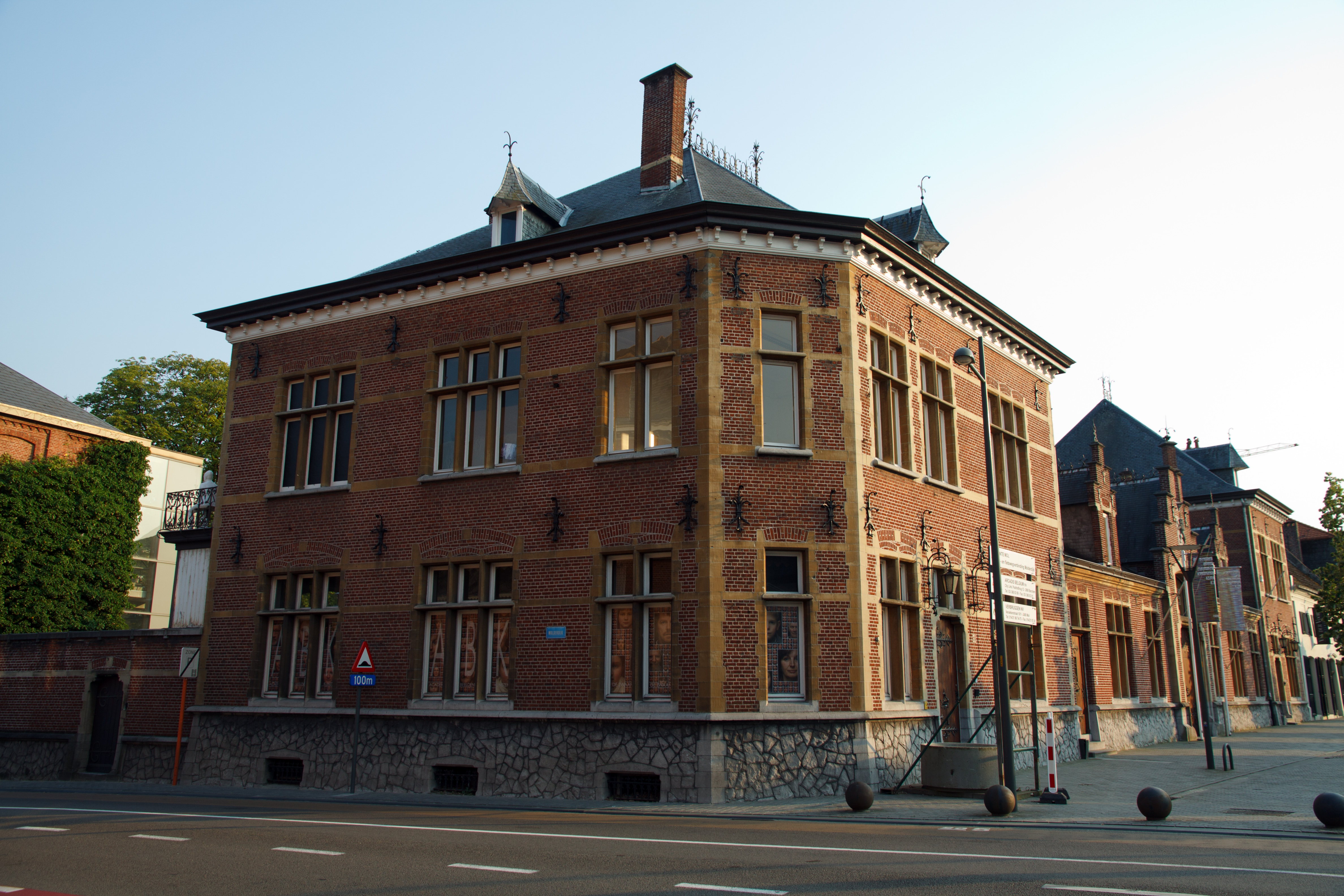
Voorzijde (Markt) van de voormalige Gemeenschapsinstelling voor Bijzondere Jeugdbijstand 'De Kempen'. Momenteel is de Academie voor Beeldende Kunsten hier gehuisvest.

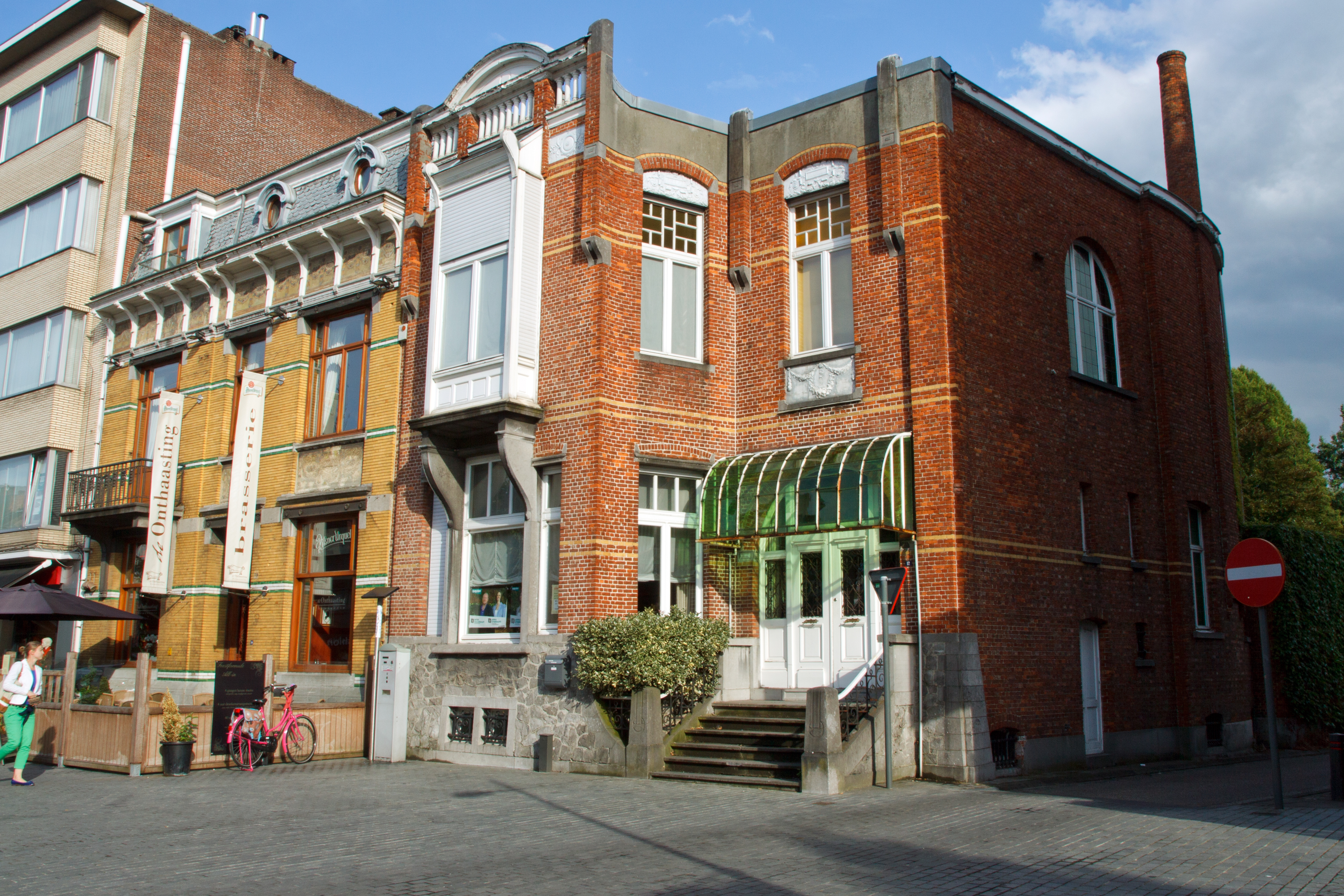
Centrum van Mol

Mol is een gemeente gelegen in het oosten van de Belgische provincie Antwerpen en telt ruim 38 000 inwoners. Het is een toeristische hotspot in de Kempen, dankzij de Molse meren en het vele groen in Postel, waarmee het samen een onderdeel uitmaakt van de Zeven Heerlijkheden. Qua oppervlakte is het de op een na grootste gemeente in de provincie Antwerpen, na de stad Antwerpen. Mol ligt op de overgang tussen de Noorder- en Zuiderkempen.

## Geschiedenis
De gemeente is voortgekomen uit de Voogdij Mol, Balen en Dessel, die in de Napoleontische tijd werd opgeheven en waarbij Balen en Dessel zelfstandige gemeenten werden. Het gebied van Postel, tot dan toe zelfstandig bezit van de Abdij van Postel, werd bij de gemeente gevoegd en in 1818 werd ook de Geelse enclave Millegem aan Mol toegevoegd, waarmee het de meest uitgestrekte gemeente van België werd. De bijnaam van de Mollenaars is "Sopweikers".
Hoelang Mol bestaat, is niet geweten, maar het gebied wordt al duizenden jaren bewoond. In de middeleeuwen was de streek gekend als Molle. De eerste lettergreep (Mol) verwijst naar de mulle zand. De tweede lettergreep (le) betekent "beboste hoogte". Sinds wanneer het gebied omschreven werd als Molle is evenmin geweten, maar men vermoedt rond 54 voor Christus, na de opstand van de Eburonen. En de bewoning door hun nog overlevende nakomelingen en opvolgers: Toxandriërs en Tungri.

## Geografie

### Kernen
Mol is een uitgestrekte gemeente en bestaat uit 12 gehuchten: Achterbos, Centrum, Donk, Ezaart, Ginderbuiten, Gompel, Heidehuizen, Millegem, Rauw, Sluis, Wezel en het uitgestrekte en dunbevolkte Postel in het noorden, dat slechts door een smalle strook met de rest van Mol verbonden is. De gemeente Mol aanziet Centrum als een apart gehucht. Ook Heidehuizen is een officieel gehucht, ook al staat het niet vermeld op diverse officiële kaarten en ondanks het ontbreken van een naambord dat de bebouwde kom aanduidt.
| #    | Naam         | Oppervlakte (km²) | Bevolking (31-12-2022) | Bevolkingsdichtheid km² inw/km² |
| ---- | ------------ | ----------------- | ---------------------- | ------------------------------- |
| I    | Mol-Centrum  | 3,97              | 8.239                  | 2.075                           |
| II   | Achterbos    | 5,41              | 4.100                  | 758                             |
| III  | Donk         | 6,62              | 1.583                  | 239                             |
| IV   | Ezaart       | 7,61              | 3.823                  | 502                             |
| V    | Ginderbuiten | 2,61              | 3.870                  | 1.483                           |
| VI   | Gompel       | 2,92              | 1.651                  | 565                             |
| VII  | Heidehuizen  | 2,65              | 2.287                  | 863                             |
| VIII | Millegem     | 11,92             | 3.734                  | 313                             |
| IX   | Rauw         | 13,91             | 3.415                  | 246                             |
| X    | Sluis        | 6,82              | 2.374                  | 348                             |
| XI   | Wezel        | 5,32              | 2.882                  | 542                             |
| XII  | Postel       | 44,43             | 184                    | 4                               |

Tendensen bevolking op 31.12.2022

### Beboste oppervlakte
Naar schatting bedroeg de beboste oppervlakte van de gemeente Mol 4725 hectare in 1900. In 1950 was er, op basis van het kadaster, een bosareaal van 4.062 hectare. In 1995 bleef nog 3750 hectare bos over.

### Aangrenzende gemeenten
| Aangrenzende gemeenten | Aangrenzende gemeenten | Aangrenzende gemeenten                      | Aangrenzende gemeenten | Aangrenzende gemeenten |
| ---------------------- | ---------------------- | ------------------------------------------- | ---------------------- | ---------------------- |
| Arendonk, Retie        |                        | Dessel, Reusel-de Mierden (NL), Bladel (NL) |                        | Bergeijk (NL)          |
|                        |                        |                                             |                        |                        |
| Geel                   | Lommel                 |                                             |                        |                        |
|                        |                        |                                             |                        |                        |
| Meerhout               |                        | Balen                                       |                        |                        |

## Bezienswaardigheden

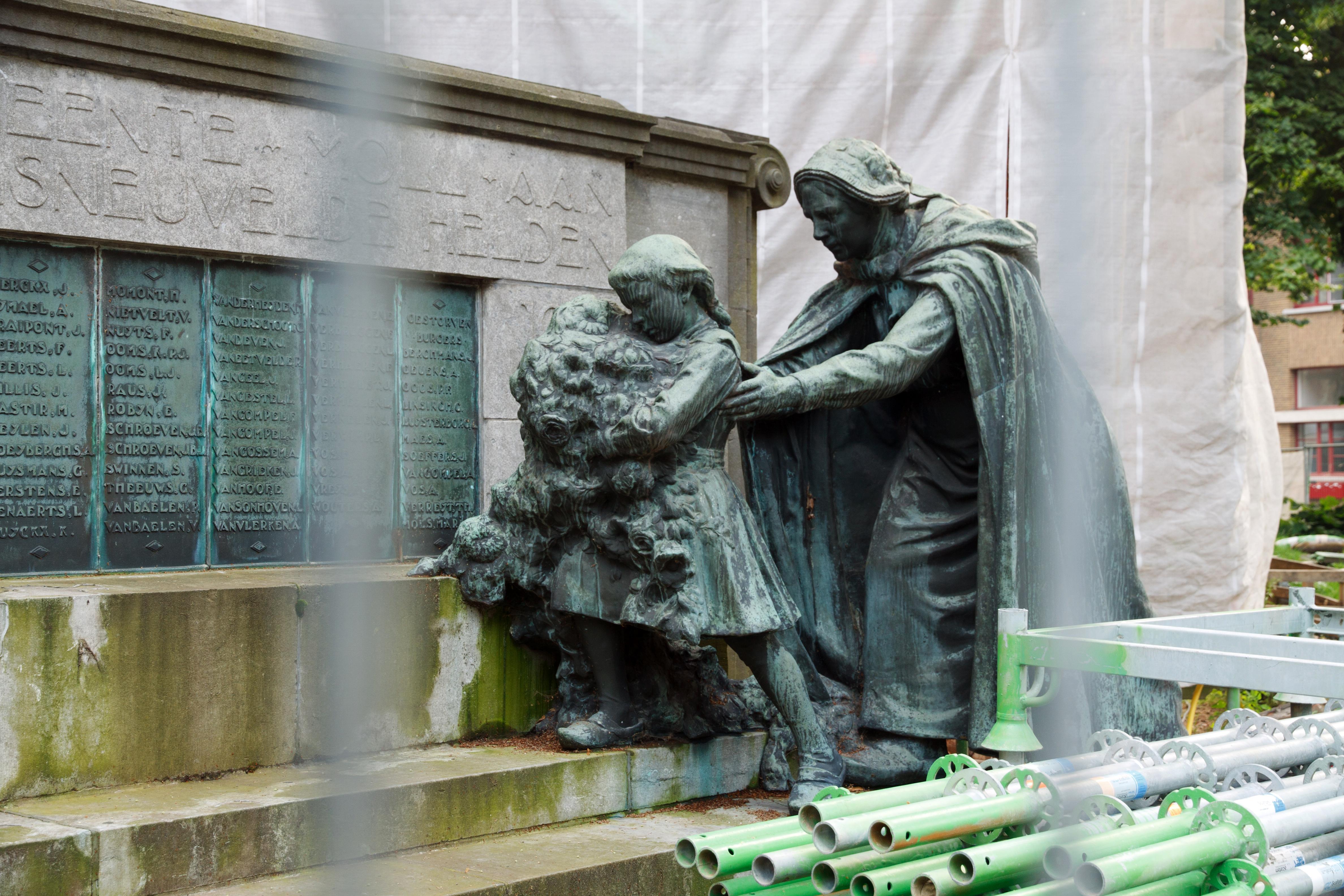
Monument voor de gesneuvelden van de Eerste Wereldoorlog

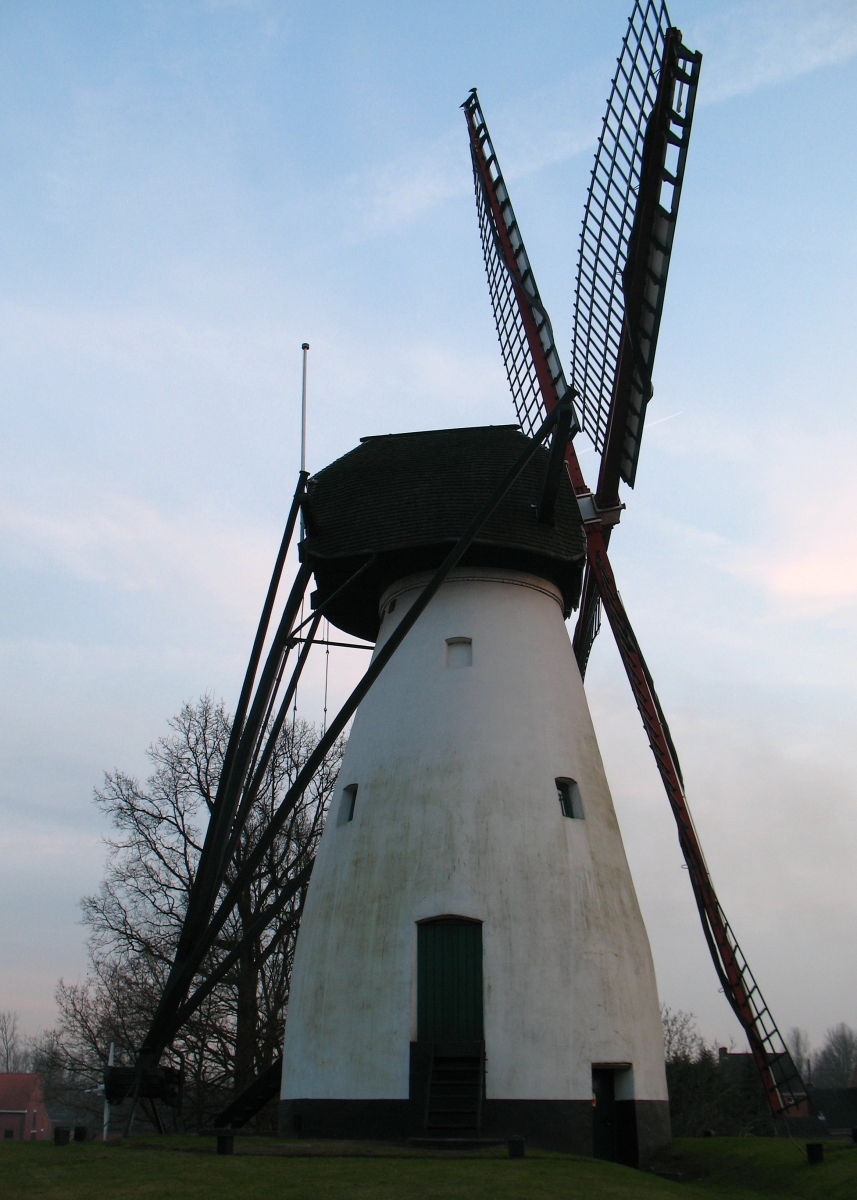
Molen van Ezaart

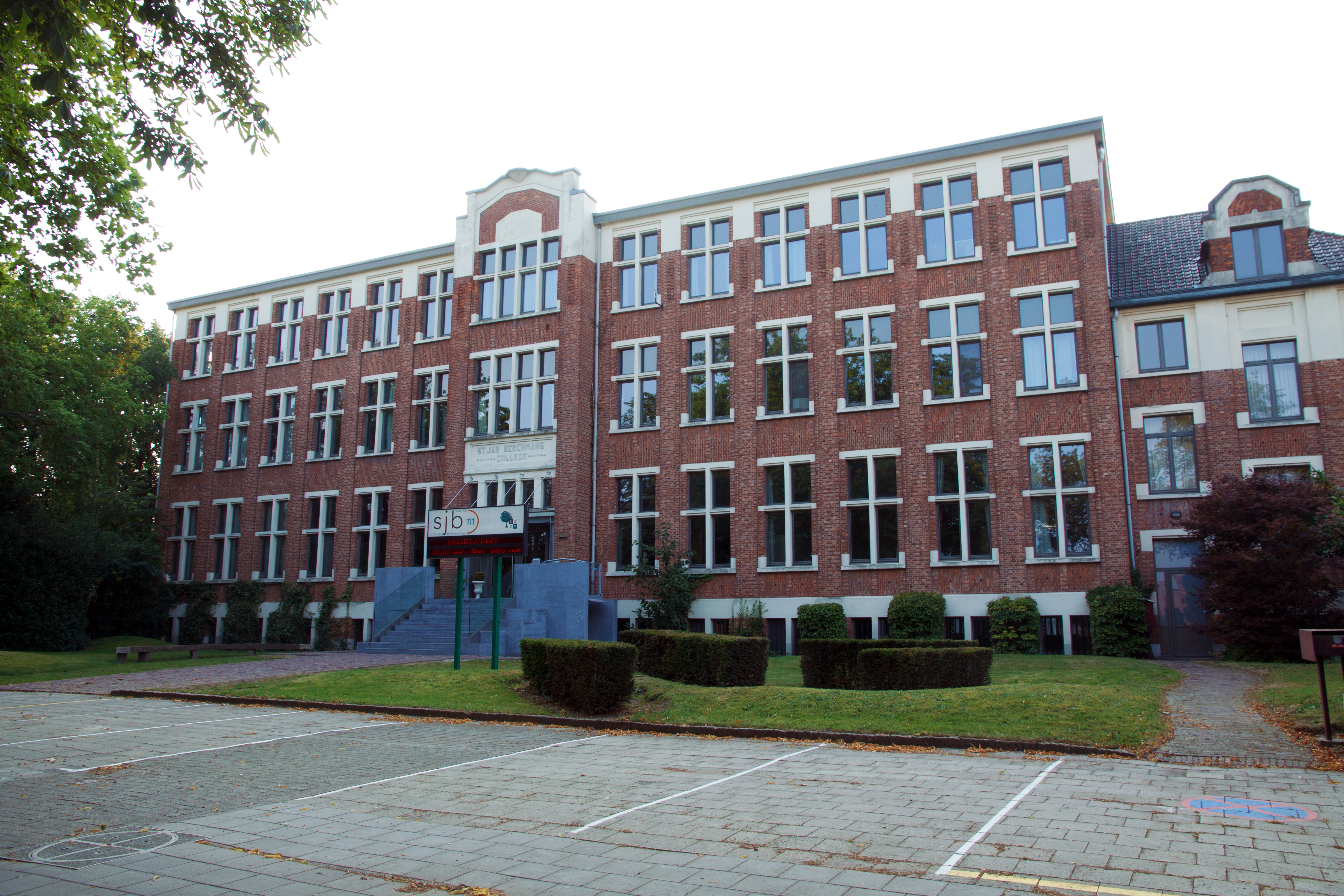
Sint-Jan Berchmanscollege

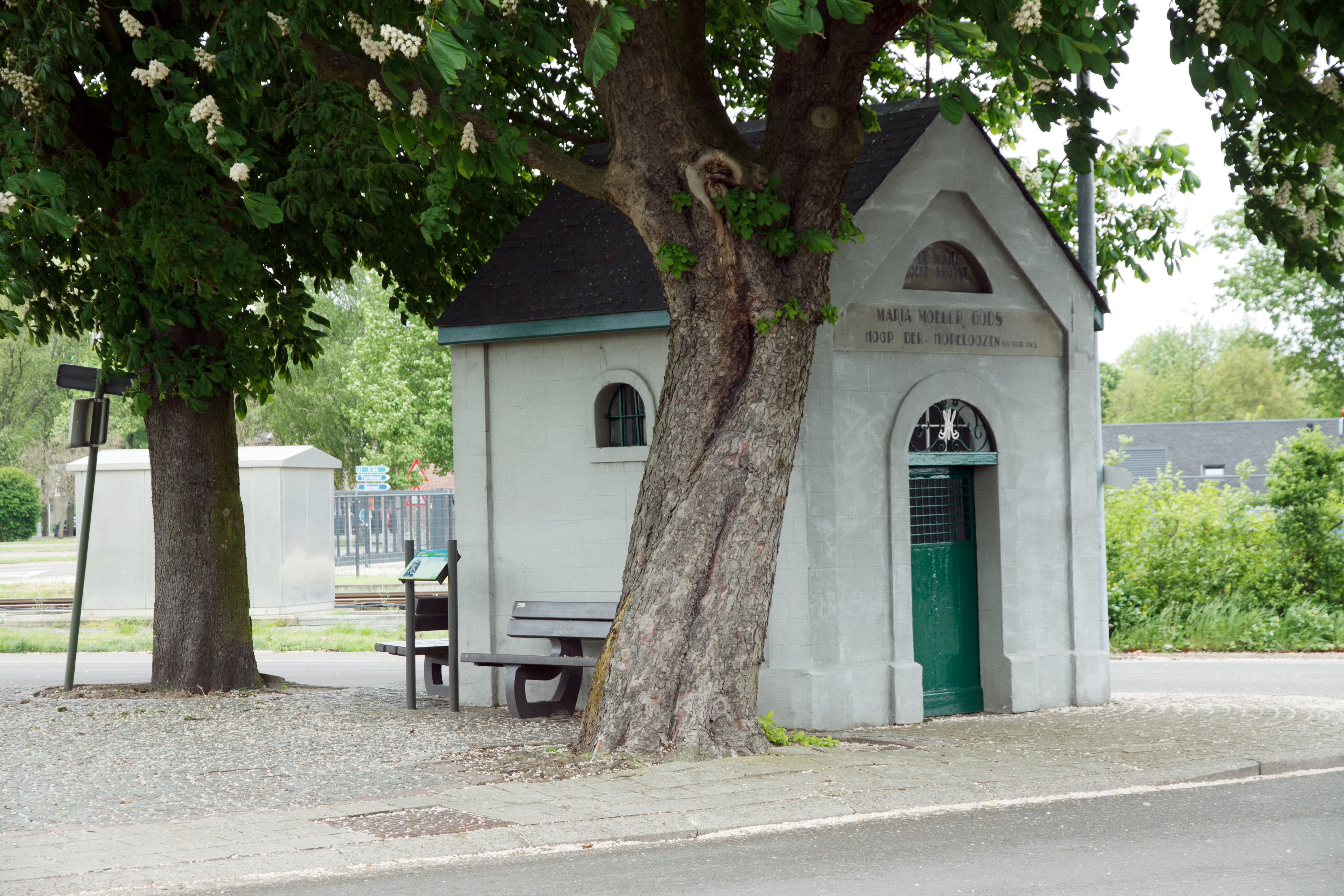
Kapel Het Beleken

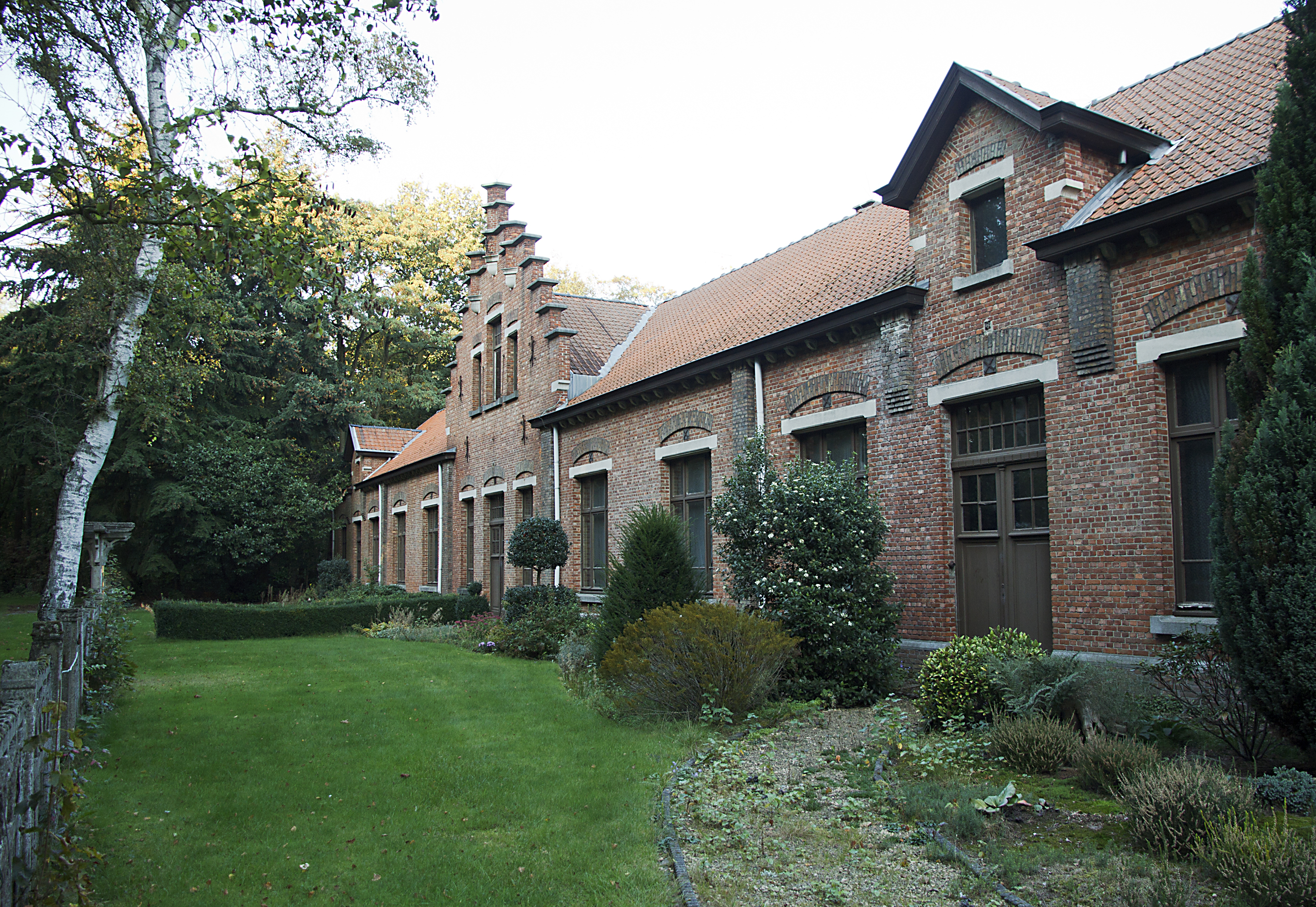
Het voormalig fabrieksschooltje van het glasfabriek Glaverbel te Gompel

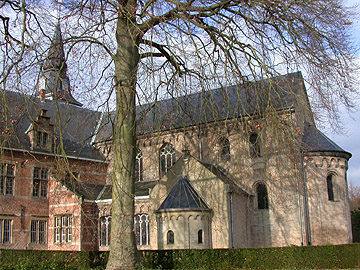
Abdij van Postel

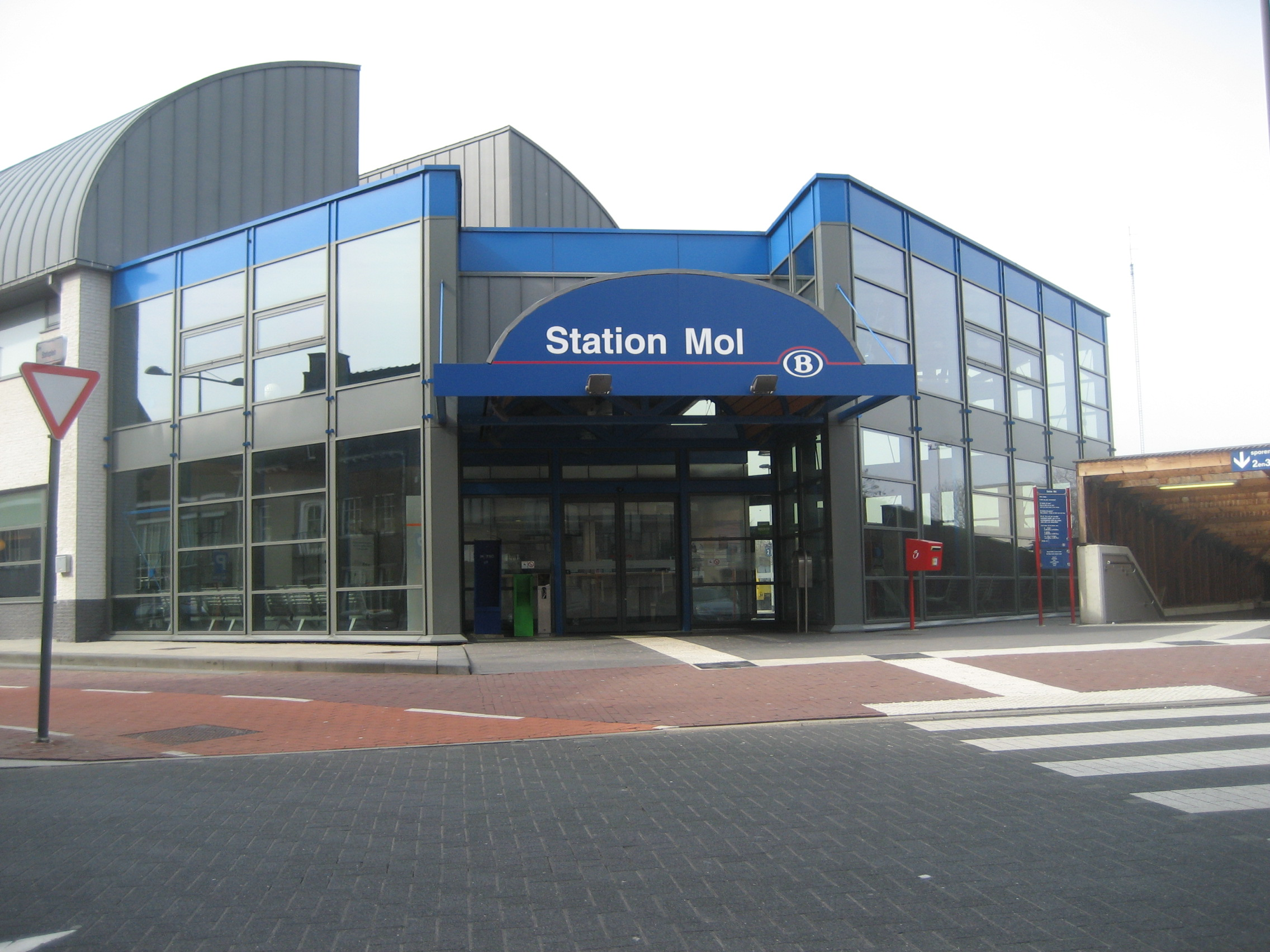
Treinstation Mol

### Burgerlijke bouwwerken
- Het Sluizencomplex langs het kanaal Dessel-Schoten
- De Baileybrug (Rauw)
- De Ezaartmolen (Ezaart), een windmolen
- De Watermolen te Mol
- Het Casino (Gompel)

### Religieuze bouwwerken
- De Abdij van Postel
- De Sint-Pieter en Pauwelkerk in Mol-Centrum
- De Sint-Bernarduskerk te Sluis
- De Sint-Antoniuskerk te Donk
- De Sint-Apolloniakerk te Achterbos
- De Sint-Carolus Borromeuskerk te Rauw
- De Sint-Jozef Ambachtsmankerk te Ginderbuiten
- De Sint-Jozefskerk te Wezel
- De Sint-Niklaaskerk te Postel
- De Sint-Odradakerk te Millegem
- De Onze-Lieve-Vrouw-Onbevlekt-Ontvangenkerk te Gompel
- De Sint-Willibrorduskerk te Ezaart
- De Openluchtkruisweg te Achterbos
- De Sint-Willibrorduskapel te Ezaart
- De Lourdesgrot (Sluis)
- Het Karmelietessenklooster

### Musea

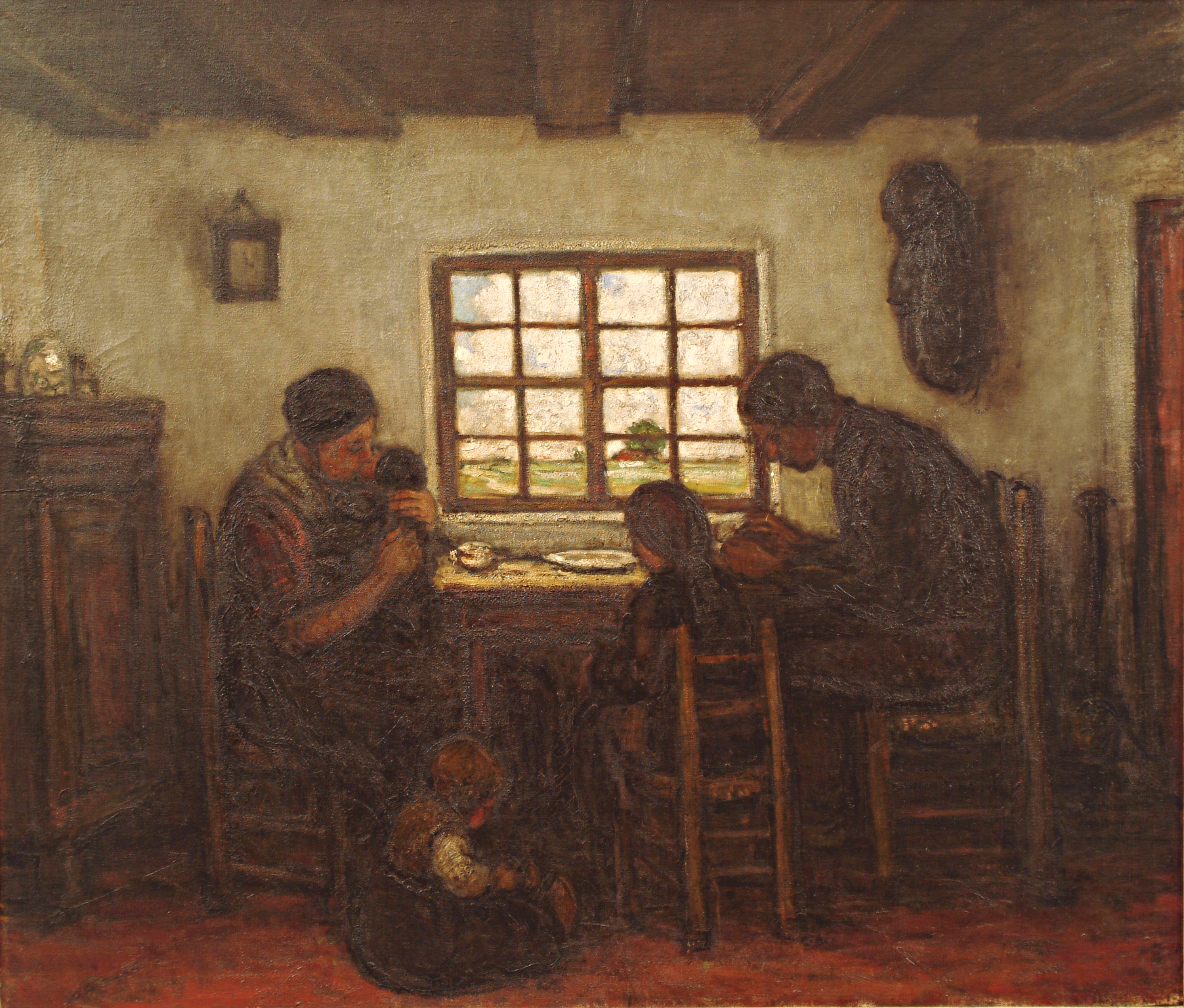
Kempisch binnenhuis, olieverf op doek door Jakob Smits, collectie Jakob Smitsmuseum

- Jakob Smitsmuseum in Sluis. Smits was een van de kunstenaars van de Molse School.
- Torenmuseum, ondergebracht in de toren van de Sint-Pieter en Pauwelkerk, gewijd aan de toren, kerk en beiaard.

### Houtig erfgoed
- Een eeuwenoude etalagelinde in tuin (privé)

## Demografie
Bronnen: NIS en Gemeente Mol - Opm:1806 t/m 1970=volkstellingen op 31 december; vanaf 1980= inwoneraantal per 1 januari
| Inwoners van jaar tot jaar op 1 januari 1992 tot heden | Inwoners van jaar tot jaar op 1 januari 1992 tot heden | Inwoners van jaar tot jaar op 1 januari 1992 tot heden |
| jaar                                                   | Aantal                                                 | Evolutie: 1992=index 100                               |
| ------------------------------------------------------ | ------------------------------------------------------ | ------------------------------------------------------ |
| 1992                                                   | 30.751                                                 | 100,0                                                  |
| 1993                                                   | 30.793                                                 | 100,1                                                  |
| 1994                                                   | 30.751                                                 | 100,0                                                  |
| 1995                                                   | 30.828                                                 | 100,3                                                  |
| 1996                                                   | 31.003                                                 | 100,8                                                  |
| 1997                                                   | 31.066                                                 | 101,0                                                  |
| 1998                                                   | 31.264                                                 | 101,7                                                  |
| 1999                                                   | 31.394                                                 | 102,1                                                  |
| 2000                                                   | 31.683                                                 | 103,0                                                  |
| 2001                                                   | 31.766                                                 | 103,3                                                  |
| 2002                                                   | 31.919                                                 | 103,8                                                  |
| 2003                                                   | 32.170                                                 | 104,6                                                  |
| 2004                                                   | 32.356                                                 | 105,2                                                  |
| 2005                                                   | 32.476                                                 | 105,6                                                  |
| 2006                                                   | 32.751                                                 | 106,5                                                  |
| 2007                                                   | 33.060                                                 | 107,5                                                  |
| 2008                                                   | 33.386                                                 | 108,6                                                  |
| 2009                                                   | 33.763                                                 | 109,8                                                  |
| 2010                                                   | 34.114                                                 | 110,9                                                  |
| 2011                                                   | 34.446                                                 | 112,0                                                  |
| 2012                                                   | 34.827                                                 | 113,3                                                  |
| 2013                                                   | 35.089                                                 | 114,1                                                  |
| 2014                                                   | 35.382                                                 | 115,1                                                  |
| 2015                                                   | 35.685                                                 | 116,0                                                  |
| 2016                                                   | 36.034                                                 | 117,2                                                  |
| 2017                                                   | 36.151                                                 | 117,6                                                  |
| 2018                                                   | 36.544                                                 | 118,8                                                  |
| 2019                                                   | 36.825                                                 | 119,8                                                  |
| 2020                                                   | 37.022                                                 | 120,4                                                  |
| 2021                                                   | 37.021                                                 | 120,4                                                  |
| 2022                                                   | 37.600                                                 | 122,3                                                  |
| 2023                                                   | 38.159                                                 | 124,1                                                  |
| 2024                                                   | 38.534                                                 | 125,3                                                  |
| 2025                                                   | 38.701                                                 | 125,9                                                  |

## Politiek

### Structuur
De gemeente Mol ligt in het kieskanton Mol en het provinciedistrict Turnhout. Deze maken deel uit van het kiesarrondissement Mechelen-Turnhout en de kieskring Antwerpen.
| Mol              | Mol              | Supranationaal         | Nationaal                         | Nationaal           | Gemeenschap         | Gewest              | Provincie           | Arrondissement    | Provinciedistrict | Kanton          | Gemeente        |
| ---------------- | ---------------- | ---------------------- | --------------------------------- | ------------------- | ------------------- | ------------------- | ------------------- | ----------------- | ----------------- | --------------- | --------------- |
| Administratief   | Niveau           | Europese Unie          | België                            | België              | Vlaanderen          | Vlaanderen          | Antwerpen           | Turnhout          | Turnhout          | Turnhout        | Mol             |
| Administratief   | Bestuur          | Europese Commissie     | Belgische regering                | Belgische regering  | Vlaamse regering    | Vlaamse regering    | Deputatie           | Deputatie         | Deputatie         | Deputatie       | Gemeentebestuur |
| Administratief   | Raad             | Europees Parlement     | Kamer van volksvertegenwoordigers | Vlaams Parlement    | Vlaams Parlement    | Vlaams Parlement    | Provincieraad       | Provincieraad     | Provincieraad     | Provincieraad   | Gemeenteraad    |
| Kiesomschrijving | Kiesomschrijving | Nederlands Kiescollege | Kieskring Antwerpen               | Kieskring Antwerpen | Kieskring Antwerpen | Kieskring Antwerpen | Kieskring Antwerpen | Mechelen-Turnhout | Turnhout          | Mol             | Mol             |
| Verkiezing       | Verkiezing       | Europese               | Federale                          | Federale            | Vlaamse             | Vlaamse             | Provincieraads-     | Provincieraads-   | Provincieraads-   | Provincieraads- | Gemeenteraads-  |

### Geschiedenis

#### Burgemeesters
| Tijdspanne | Tijdspanne   | Burgemeester                               |
| ---------- | ------------ | ------------------------------------------ |
|            | 1800 - 1818  | Martinus Jacobus Raphael Van Praet         |
|            | 1818 - 1830  | Joannes Philippus Antonius Van Praet       |
|            | 1830 - 1832  | Guilliam Krings                            |
|            | 1832 - 1847  | Charles Joseph Van Praet                   |
|            | 1847 - 1855  | Petrus Cornelius Van Hoof                  |
|            | 1855 - 1860  | Louis Swinnen                              |
|            | 1861 - 1871  | Jozef Van Eynde                            |
|            | 1871         | Felix Helsen (waarnemend burgemeester)     |
|            | 1871 - 1892  | Petrus Jacobus Van Hoof                    |
|            | 1893 - 1921  | Edmond Louis Van Hoof                      |
|            | 1921 - 1933  | Jozef Smolderen                            |
|            | 1933 - 1941  | Leonard Henri Cardinaels                   |
|            | 1941 - 1942  | Thomas Debacker (oorlogsburgemeester, VNV) |
|            | 1942 - 1944  | Victor Lamers (oorlogsburgemeester, VNV)   |
|            | 1944 - 1946  | Leonard Henri Cardinaels                   |
|            | 1947 - 1957  | Karel Luyten                               |
|            | 1958 - 1965  | Jan Baptist Daems                          |
|            | 1965 - 1970  | Bob Van Rompaey (CVP)                      |
|            | 1970 - 1974  | Jozef Cools (BSP)                          |
|            | 1974 - 1975  | Urbain Schuerwegen (BSP)                   |
|            | 1975 - 1977  | Alfons De Wit (BSP)                        |
|            | 1977 - 1982  | Bob Van Rompaey (CVP)                      |
|            | 1983 - 2000  | François Luyten (SP)                       |
|            | 2001 - 2018  | Paul Rotthier (CD&V)                       |
|            | 2019 - heden | Wim Caeyers (CD&V)                         |

#### 19e eeuw
In het centrum van Mol was de sociëteit De Eendracht gelegen, de opvolger van het Molse rederijkersgezelschap. De liberaal-katholieke burgerij had tot dan toe het gemeentebestuur in handen. Omstreeks 1870 kwam daar verandering in, toen de katholieken het gemeentebestuur overnamen. De eerste schoolstrijd had tot gevolg dat er naast een 'neutrale' gemeenteschool, waar niet langer godsdienst tijdens de lesuren werd gegeven, ook een katholieke jongensschool werd gesticht door de Broeders van Liefde (waar nu 'het gesticht' is).
Vanaf 1884 keerde de gemeenteschool naar haar oude toestand (dus met godsdienstonderwijs). De dorpsliberalen steunden vooral op de aanhang in de middenklasse van het dorp, de katholieken (kadodders genaamd) hadden aanhang in de buitengehuchten. In Mol-Centrum rekruteerde pastoor Cuypers een groot deel van de hoge burgerij, onder wie de familie Swinnen-De Clercqs. Deze brouwersfamilie sloot in het begin van de 20ste eeuw de Eendracht en richtte er vervolgens het Gildenhuis in. De Eendracht bouwde een zaal aan het Laar.

#### Legislatuur 2019 - 2024
Burgemeester was Wim Caeyers (CD&V). Hij leidde een coalitie, bestaande uit CD&V en N-VA. Samen vormden ze de meerderheid met 20 op 33 zetels.

#### Legislatuur 2024 - 2030
Burgemeester is Wim Caeyers (CD&V team Wim). Hij leidt een coalitie, bestaande uit CD&V team Wim en N-VA. Samen vormen ze de meerderheid met 21 op 33 zetels.

#### Resultaten gemeenteraadsverkiezingen sinds 1976
| Partij of kartel     | Partij of kartel                            | 10-10-1976 | 10-10-1976 | 10-10-1982 | 10-10-1982 | 9-10-1988 | 9-10-1988 | 9-10-1994 | 9-10-1994 | 8-10-2000 | 8-10-2000 | 8-10-2006 | 8-10-2006 | 14-10-2012 | 14-10-2012 | 14-10-2018 | 14-10-2018 | 13-10-2024 | 13-10-2024 |
| Stemmen / Zetels     | Stemmen / Zetels                            | %          | 29         | %          | 29         | %         | 29        | %         | 31        | %         | 31        | %         | 31        | %          | 31         | %          | 33         | %          | 33         |
| -------------------- | ------------------------------------------- | ---------- | ---------- | ---------- | ---------- | --------- | --------- | --------- | --------- | --------- | --------- | --------- | --------- | ---------- | ---------- | ---------- | ---------- | ---------- | ---------- |
|                      | Agalev1/ Groen!2/ Groen3                    | -          |            | -          |            | 4,931     | 0         | 5,31      | 1         | 5,871     | 1         | 3,812     | 0         | 3,803      | 0          | -          |            | -          |            |
|                      | SP1/ sp.a-spirit2/ sp.a3/ VooruitMemoA      | 26,811     | 8          | 29,921     | 9          | 33,221    | 12        | 35,421    | 13        | 26,111    | 9         | 23,652    | 8         | 15,723     | 5          | 13,33      | 4          | 18,3A      | 6          |
|                      | Memo-Meermol                                | -          |            | -          |            | -         |           | -         |           | -         |           | 8,11      | 2         | 8,28       | 2          | 11,7       | 3          | 18,3A      | 6          |
|                      | CVP1/ CD&V2/ CD&V Team Wim3                 | 35,751     | 11         | 24,881     | 8          | 27,821    | 9         | 31,061    | 11        | 27,141    | 9         | 33,452    | 12        | 26,652     | 10         | 26,12      | 10         | 35,63      | 13         |
|                      | PVV1/ VLD2/ Open Vld3/ Open Vld+4/ Pro Mol5 | -          |            | 7,91       | 1          | 8,661     | 2         | 11,732    | 3         | 20,562    | 7         | 12,982    | 4         | 9,593      | 3          | 10,04      | 3          | 7,05       | 1          |
|                      | VU1/ VU&ID2/ N-VA3                          | 18,171     | 5          | 13,871     | 4          | 8,141     | 2         | 4,821     | 1         | 9,562     | 2         | 2,313     | 0         | 27,133     | 10         | 25,93      | 10         | 22,33      | 8          |
|                      | Vlaams Blok1/ Vlaams Belang2                | -          |            | -          |            | 1,351     | 0         | 5,561     | 1         | 10,391    | 3         | 15,152    | 5         | 7,042      | 1          | 11,62      | 3          | 16,82      | 5          |
|                      | MOL                                         | -          |            | -          |            | -         |           | 6,1       | 1         | -         |           | -         |           | -          |            | -          |            | -          |            |
|                      | VMB-MD1 / VMB2                              | 18,391     | 5          | 22,291     | 7          | 14,52     | 4         | -         |           | -         |           | -         |           | -          |            | -          |            | -          |            |
|                      | Anderen(*)                                  | 0,89       | 0          | 1,15       | 0          | 1,38      | 0         | -         |           | 0,37      | 0         | 0,54      | 0         | 1,79       | 0          | 1,4        | 0          | -          |            |
| Totaal stemmen       | Totaal stemmen                              | 19319      | 19319      | 20646      | 20646      | 21826     | 21826     | 21811     | 21811     | 22957     | 22957     | 22940     | 22940     | 24417      | 24417      | 25232      | 25232      | 17092      | 17092      |
| Opkomst %            | Opkomst %                                   |            |            |            |            | 95,97     | 95,97     | 93,94     | 93,94     | 94,2      | 94,2      | 95,59     | 95,59     | 92,38      | 92,38      | 92,8       | 92,8       | 61,0       | 61,0       |
| Blanco en ongeldig % | Blanco en ongeldig %                        | 4,9        | 4,9        | 5,38       | 5,38       | 4,82      | 4,82      | 3,19      | 3,19      | 4,34      | 4,34      | 4,41      | 4,41      | 2,88       | 2,88       | 4,2        | 4,2        | 0,7        | 0,7        |

De rode cijfers naast de gegevens duiden aan onder welke naam de partijen telkens bij een verkiezing opkwamen.

De zetels van de gevormde meerderheid staan vetjes afgedrukt. De grootste partij is in kleur.

(*) 1976: PVDA (0,89%) / 1982: PVDA (1,15%) / 1988: MD (1,03%), PVDA (0,35%) / 2000: VSD (0,37) / 2006: VSD-MOL (0,54%) / 2012: OS Party (1,79%) / 2018: Lijst Participatie (1,4%)

## Cultuur

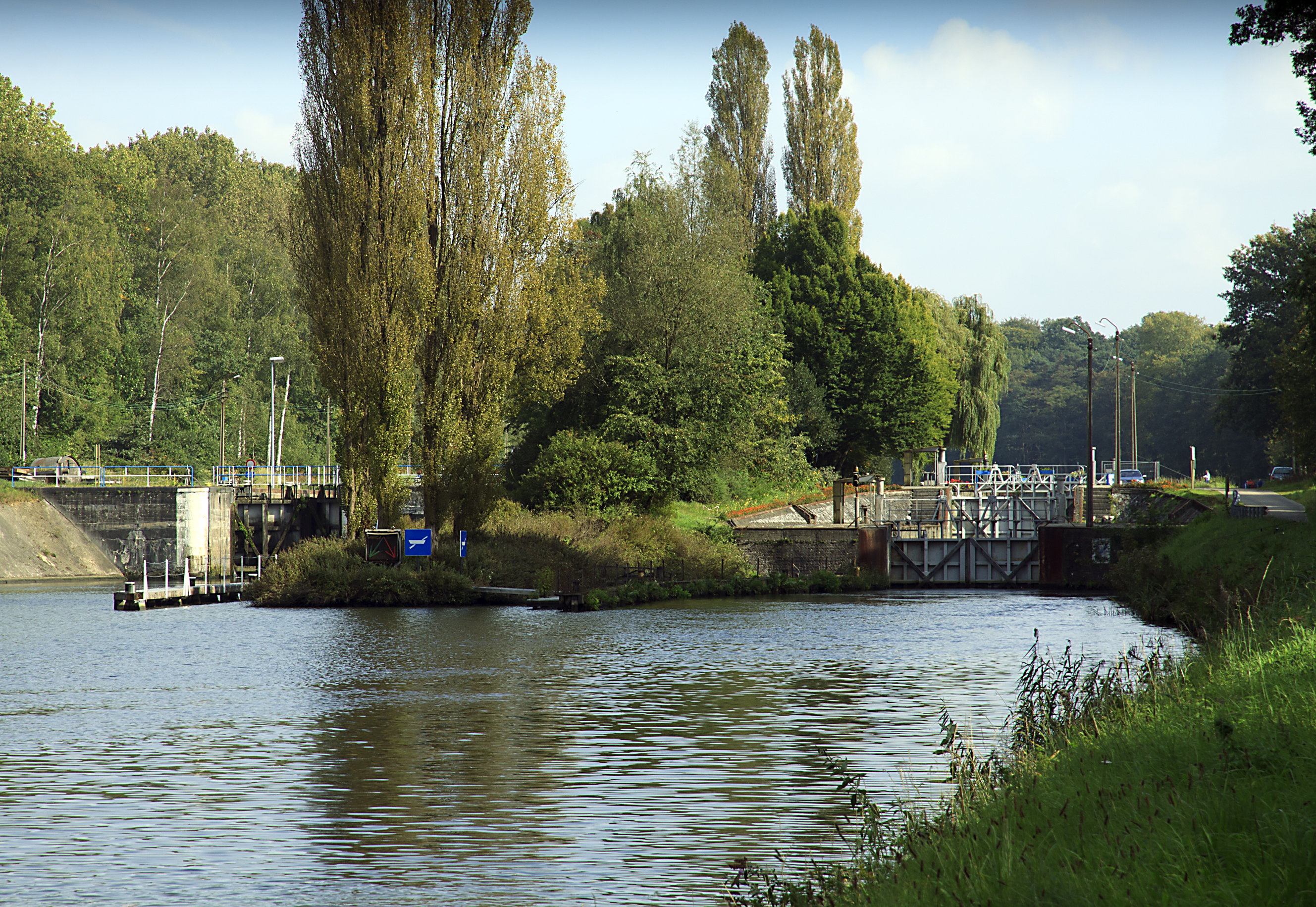
Sas 2

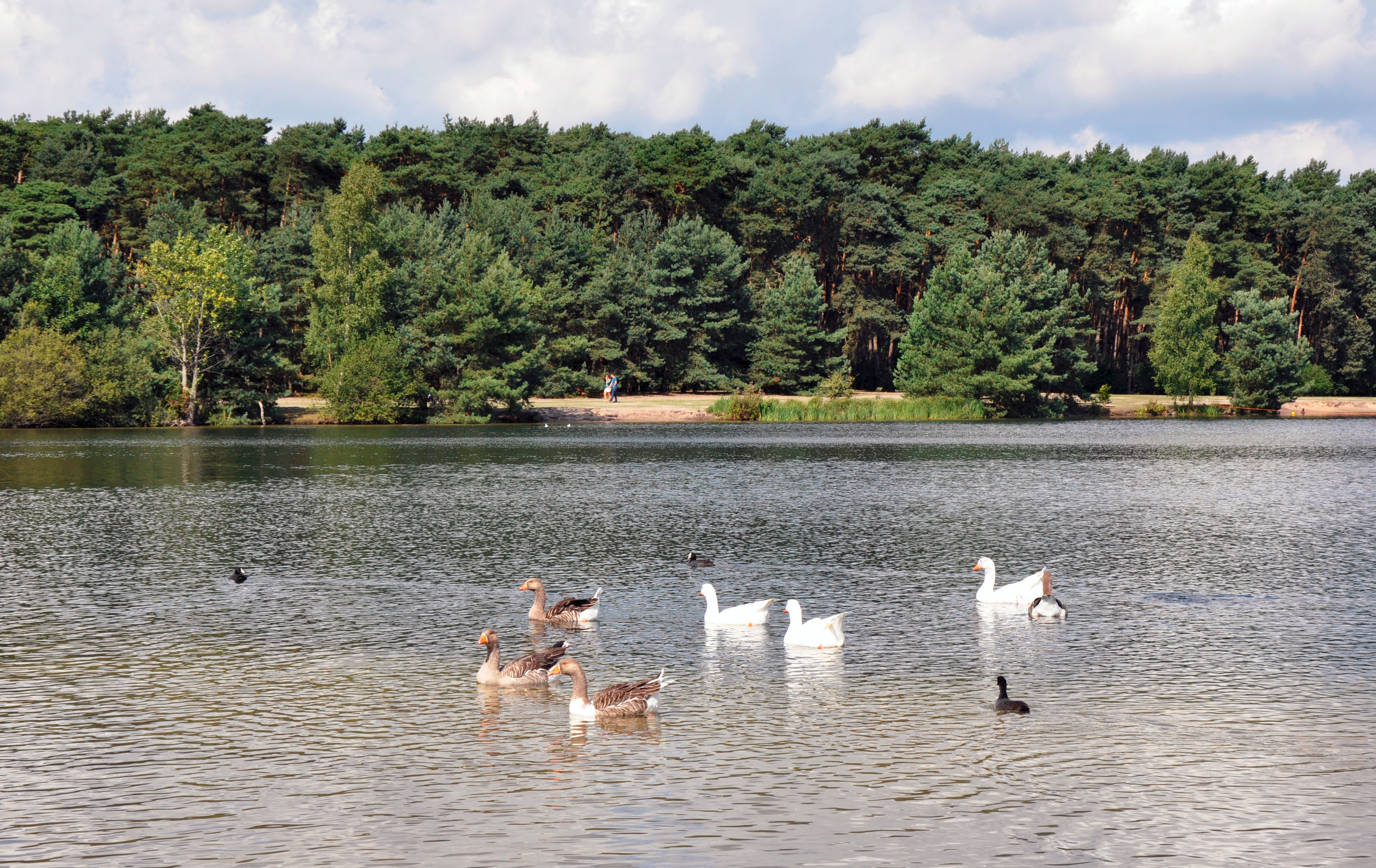
Sunparks De Kempische Meren - Rauwse Meer

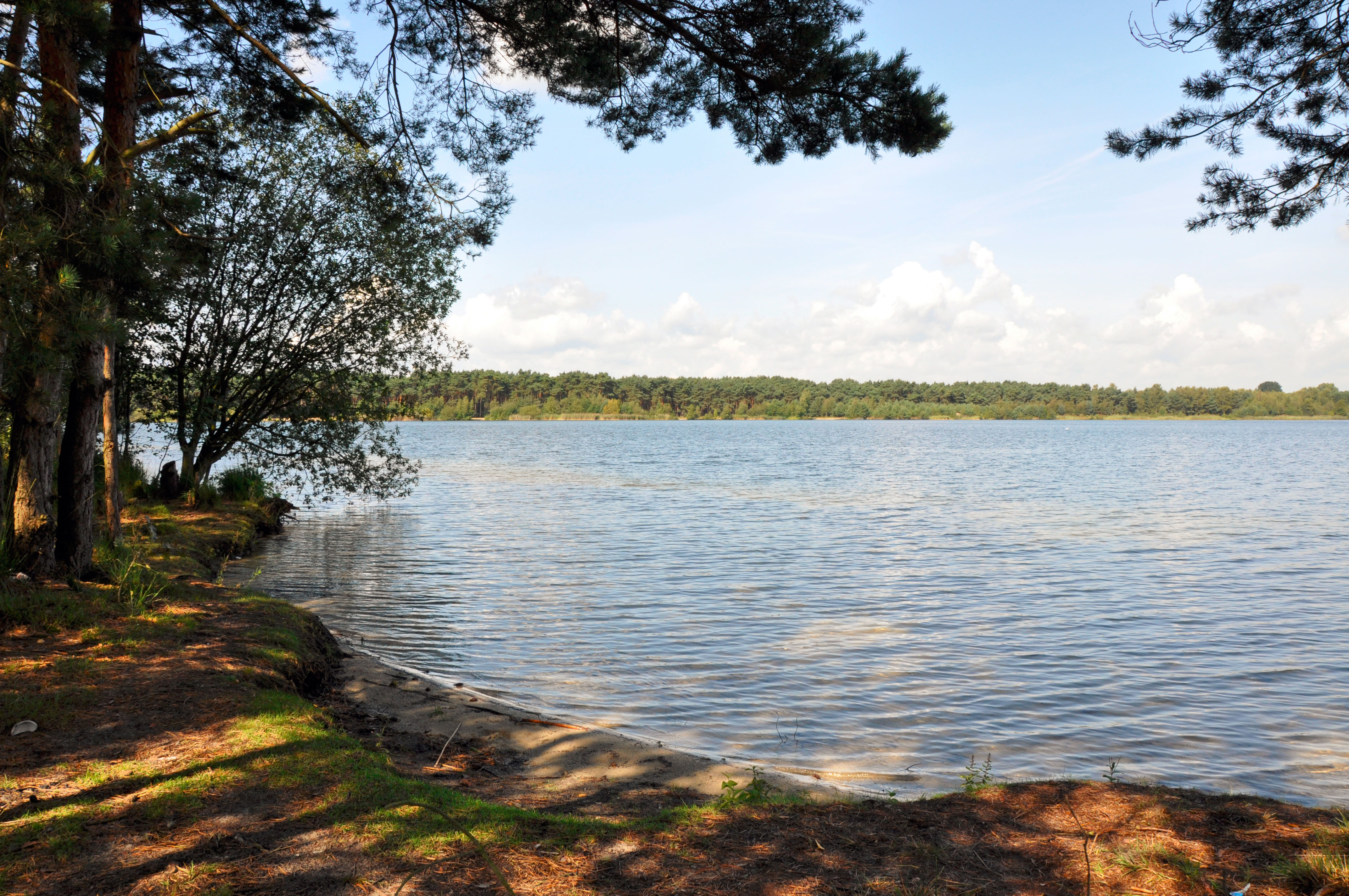
Rauwse Meer

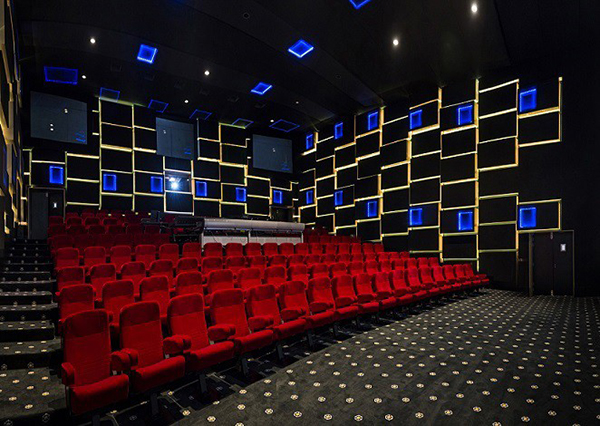
Podium binnen de Galaxy Studios

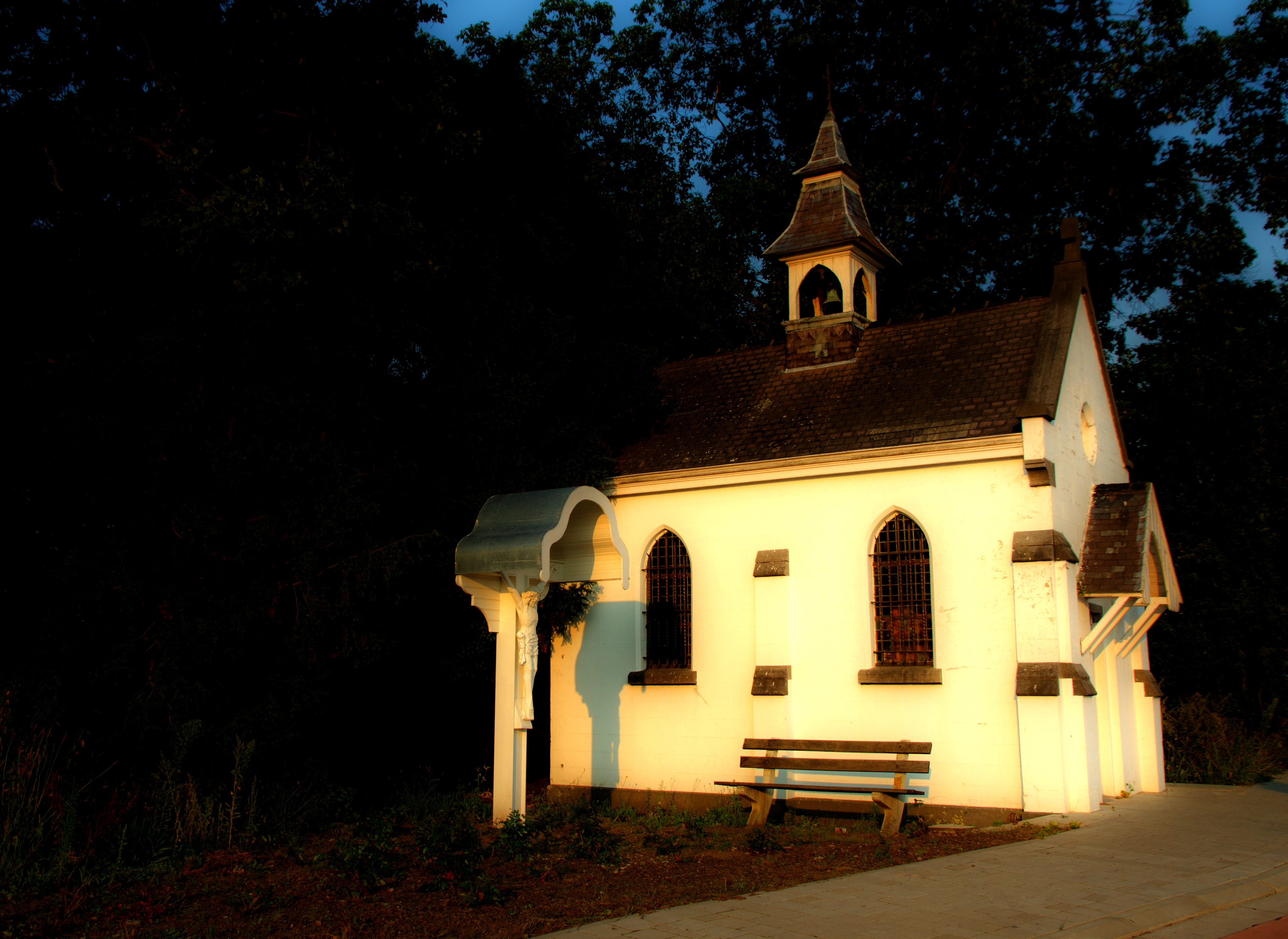
Sint-Antoniuskapel en wegkruis

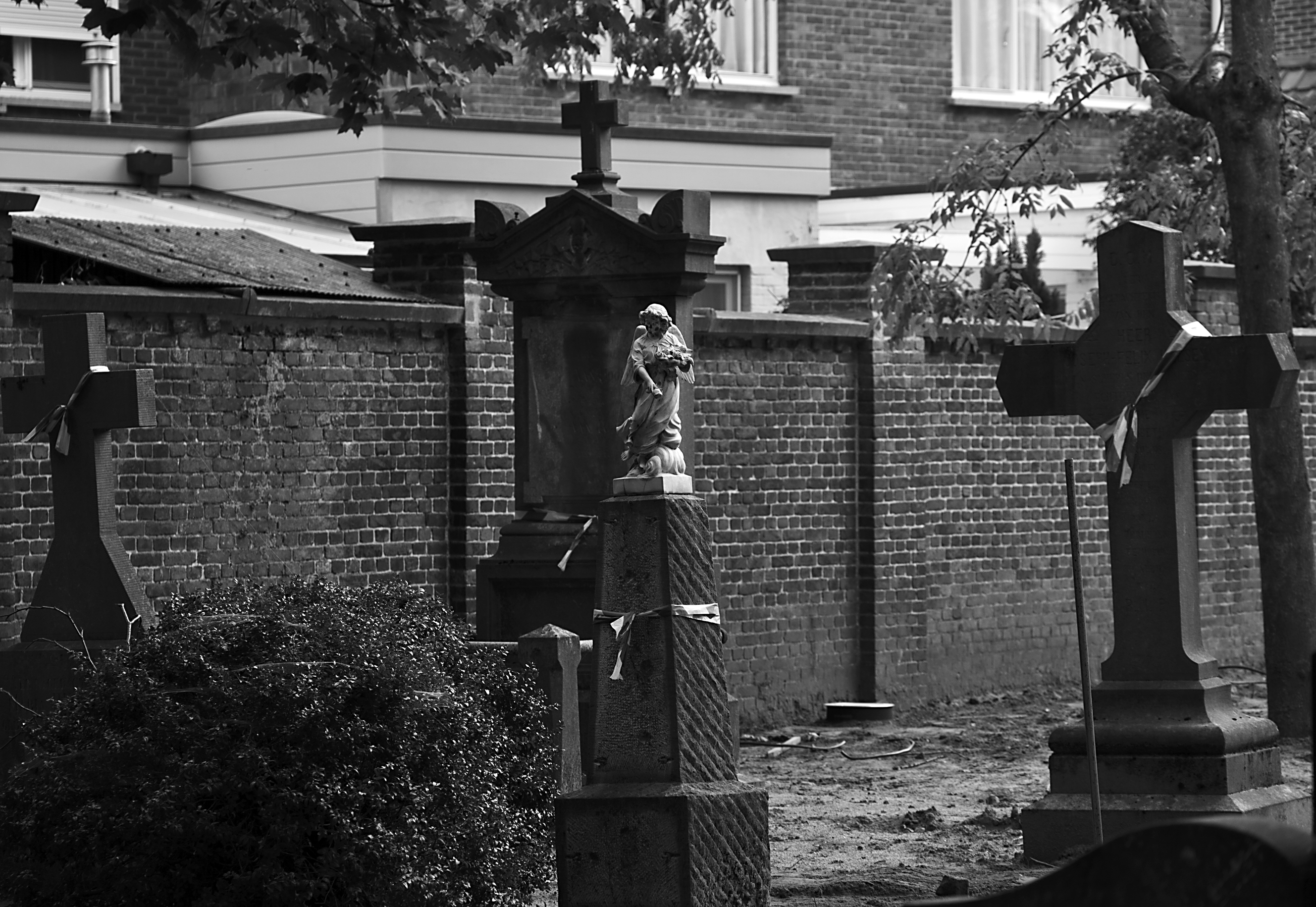
Het oude, ommuurde kerkhof in het centrum

### Evenementen
- Lichtstoet Mol-Ginderbuiten. Jaarlijks evenement op de laatste zaterdag van september.
- Lichtstoet in Mol-Centrum / Rozenberg bestaat sinds 1885 en heeft jaarlijks plaats op de eerste zaterdag van september.

### Cultureel ambassadeur
Sinds 2005 wordt er jaarlijks een Mols gehucht aangeduid als Cultureel Ambassadeur. Bedoeling is dat dat gehucht door het jaar enkele activiteiten organiseert die gedeeltelijk worden gesponsord door de gemeente.
Het Cultureel Ambassadeurschap vloeit voort uit de 'Molse Feesten', die al langer werden georganiseerd in juli en augustus op en rondom het Rondplein in het centrum.
- 2015: Centrum - 't Centrum bruist
- 2014: Heidehuizen - Heidehuizen-Hutten Buitengewoon
- 2013: Sluis - Open Sluis
- 2012: Wezel - Wezel Grenzeloos
- 2011: Postel - Natuurlijk Postel
- 2010: Donk - Donk Sleutelrol
- 2009: Gompel - Gompel Glashelder
- 2008: Achterbos - 2008erbos
- 2007: Ezaart - Ezaart draait
- 2006: Millegem - Mee met Millegem
- 2005: Ginderbuiten - Hier is Ginderbuiten
- 2003: Rauw - Rauw Leeft!

### Streekproducten
- Molse zander, snoekbaarsfilet, vroeger gevangen in plaatselijke zandputten
- Molse witte, een Molse jenever
- Kip-kap (hoofdkaas) en pensen (bloedworst) zijn erkende streekproducten
- Postelse abdijkaas
- Molse zandzakskes: chocolade tabletten (wit, melk of fondant) in kleine jute zakjes
- Molder: een streekbier op basis van handgeplukte gagel

### Jeugdbewegingen
De gemeente Mol telt zo'n twintig jeugdbewegingsgroepen. Dat grote aantal is het gevolg van de vele gehuchten waarin onafhankelijk van elkaar jeugdbewegingen ontstonden. Vaak zijn deze ook nog eens opgesplitst in jongens- en meisjesgroepen. Hieronder een overzicht van de Molse jeugdbewegingen. Daarnaast kent Mol ook verschillende andere werkingen, zoals het jeugdhuis en de speelpleinwerking.
- Chiro Centrum Sprankel
- Chiro Millegem
- Chiro Rauw Alhambra-Camora
- Chirojongens Gompel Ambiorix
- Chirojongens Rauw Alhambra
- Chirojongens Wezel Albatros
- Chiromeisjes Gompel Paragon
- Chiromeisjes Sluis Gorabos
- Gidsen Achterbos Nele
- Gidsen Centrum JF Kennedy
- Jeugd Rode Kruis Mol
- KSA Mol
- Scouts en Gidsen Donk St. Antonius-St. Agnes
- Scouts en Gidsen Ezaart St. Willebrordus
- Scouts Achterbos Tijl
- Scouts Centrum St. Pieter
- Scouts Ginderbuiten St. Carolus
- Scouts Sluis St. Paulus
- V.N.J. Ezaart Mol

## Religie en levensbeschouwing
De katholieke parochies van Mol vormen samen met deze van Balen de pastorale eenheid 'De Heilige Apostelen' die op haar beurt deel uitmaakt van het dekenaat Zuiderkempen in het Bisdom Antwerpen.

## Economie
In de 19e eeuw vestigden zich op het grondgebied van Mol tal van bedrijven:
- De textielindustrie in Mol bloeide. Er waren meerdere wolfabrieken, waaronder deze van Van Iersel, Van Hoof, Krings, en Van Dooren. De fabrieksgebouwen van Van Dooren werden door de gemeente Mol aangekocht en in 1995 verbouwd tot gemeentelijk, cultureel en administratief centrum 't Getouw.
- In Balen-Wezel, nabij de grens van Mol-Wezel, vestigden zich een zinkfabriek (Vieille Montagne, het huidige Nyrstar) en een springstoffenfabriek (PRB, Poudreries Réunies de Belgique). Deze bepaalden mee het dagelijks leven in Mol-Wezel. De historische vervuiling van de zinkfabriek liet ook sporen na in Mol-Wezel.
- Einde 19e eeuw begon Sibelco het zilverzand te winnen, wat de grondstof is voor de glasfabricage en in 1922 werd een flessenfabriek te Donk opgericht (Verlipack, inmiddels gestopt), terwijl in Gompel een vensterglasfabriek van Glaverbel (hernoemd in AGC Flatglass Europe) ontstond.
- In Mol Donk (in de nabijheid van het op Dessels grondgebied gelegen Eurochemic) werd een conventionele elektriciteitscentrale gebouwd. Deze laatste werd in 2010 buiten dienst gesteld.
- Na de Tweede Wereldoorlog vestigde zich te Mol in 1952 de eerste nucleaire installatie in België. Aanvankelijk bedoeld als proefreactor, werd deze later uitgebreid tot Studiecentrum voor kernenergie (SCK). Het SCK werd in 1990 gesplitst. Dit leidde tot het ontstaan van VITO; de Vlaamse Instelling voor Technologisch Onderzoek.
- Mol beschikt over enkele bedrijvenzones. Een van de grotere werkgevers van Mol is de Mora-fabriek (nu Van Geloven Mol).

### Wekelijkse markten

#### Konijnenmarkt
De dierenmarkt, in de volksmond konijnenmarkt genoemd, bestaat reeds sinds 1886 en vindt iedere zondag plaats van 8 tot 12 uur op het Rondplein. Indien het Rondplein niet beschikbaar is (bijvoorbeeld wegens een manifestatie), wordt de konijnenmarkt verplaatst naar de Adolf Reydamslaan en Jakob Smitslaan (beide straten zijn in Mol beter bekend als "Den Boulevard").
De konijnenmarkt heeft begin jaren 1990 stof doen opwaaien omdat er allerhande huisdieren werden verkocht. Daarnaast mogen op de markt zowel handelaars als particulieren verkopen. Dierenrechtenorganisaties waren van mening dat mensen impulsief een huisdier kochten. Door dit impulsieve gedrag zouden veel van die dieren worden verwaarloosd, gedumpt, gedood (al dan niet door een dierenarts) of stonden de nieuwe eigenaars enkele weken later terug op de markt om het dier opnieuw te verkopen. Zo hebben aanhangers van GAIA via diverse televisieprogramma's, zoals Telefacts en Het ei van Christoffels, de "wanpraktijken" op de Molse Konijnenmarkt in beeld laten brengen. Gezien dergelijke "wanpraktijken" zich ook voordeden op andere dierenmarkten in België werd in 1995 de Belgische wet betreffende "het welzijn en bescherming van de dieren" aangepast, waardoor het nationaal verboden werd om op openbare markten honden of katten te verkopen. Ook mogen dierenwinkels sindsdien hun dieren niet meer zichtbaar plaatsen vanop straat.
Tegenwoordig mag men op de Molse Konijnenmarkt enkel pluimvee, vogels, knaagdieren en vissen verkopen. Ook dierenbenodigdheden (inclusief diereneten) en waterplanten worden op deze dierenmarkt aangeboden.

#### Boerenmarkt
De eerste boerenmarkt vond plaats op 9 maart 2008 in de Corbiestraat. Sindsdien kunnen zowel handelaars als particulieren hier op zondag tussen 08:00 en 12:00 uur hun groenten, fruit, bloemen, natuur- en zuivelproducten, etenswaren en drank verkopen. Particulieren hoeven niet in het bezit te zijn van een leurderskaart, maar moeten zich 's ochtends wel tijdig melden bij de marktleider.
De beslissing om een Boerenmarkt in te richten, is een onrechtstreeks gevolg van de wijziging van de wet op "het welzijn en bescherming van de dieren" in 1995 (zie kopje "Konijnenmarkt"). Hierdoor verloor de konijnenmarkt een groot deel van haar charme, met als gevolg dat het aantal bezoekers en handelaars in de daaropvolgende jaren steeds achteruit ging.

#### Dinsdagmarkt
Deze gaat elke dinsdag door (behalve met Kerstmis of Nieuwjaar) op het Rondplein en in de Corbiestraat tussen 8 en 12 uur. Op de Dinsdagmarkt staan enkel ambulante handelaars of personen met een leurderskaart.

## Sociale kaart

### Gemeenschapsinstelling De Kempen
In 1878 kochten de Broeders van Liefde twee panden (de Zwaan en het Secretarishuis) in de gemeente en openden een kostschool. Een jaar later werd er een normaalschool toegevoegd en in 1884 werd de kapel gewijd. In 1893 werd de school verkocht aan de overheid en deze voegde een derde pand (Sint-Joris) toe. De gevels werden afgebroken en vervangen en er werd een Weldadigheidsschool in ondergebracht (Koninklijk Besluit van 29 januari 1894). Deze werd later omgevormd tot het Rijksopvoedingsgesticht (KB van 16 april 1923). Later werd deze hervormd naar Gemeenschapsinstelling De Kempen met twee campussen, met name De Markt en De Hutten.

## Mol volk
- Edmond van Eetvelde (1852-1925), diplomaat en politicus
- Charles de Broqueville (1860-1940), politicus
- Eduard Wouters (1865-1952), industrieel en politicus
- Alfons Smet (1876-1941), ondernemer en politicus
- Thomas Debacker (1892-1971), politicus
- Kamiel Berghmans (1905-1970), politicus
- Alfons De Wit (1921-2015), politicus
- Jozef Cools (1926-1974), politicus
- Carlo Van Elsen (1926-1998), politicus
- Bob Van Rompaey (1930-2003), politicus
- Guy Mortier (1943), journalist en televisiefiguur
- Sus Luyten (1945-2003), politicus
- Zjef Vanuytsel (1945-2015), kleinkunstenaar
- Louis Vos (1945), hoogleraar
- Luc Kerkhofs (1954), toneelauteur en scenarist
- Ludo Sannen (1954), politicus
- Guido Van Genechten (1957), auteur en illustrator
- Dirk Geukens (1963-2020), motorcrosser
- Hans Schoofs (1963), politicus
- Paul Allaerts (1964), scheidsrechter
- Wilfried Peeters (1964), wielrenner en ploegleider
- Peter Verbruggen (1966 - 2015), journalist
- Kathleen Deckx (1967), politica
- Joël Smets (1969), motorcrosser
- Filip Dewulf (1972), tennisspeler
- Tom Saintfiet (1973), voetbaltrainer
- Tanja Dexters (1977), model en presentatrice
- Ann Van Elsen (1979), model en presentatrice
- Tom Boonen (1980), wielrenner
- Hadise Açıkgöz (1985), zangeres en presentatrice
- Rob Teuwen (1987), acteur
- Guy Dufour (1987), voetballer
- Evelien Bosmans (1989), actrice
- Yasmien Naciri (1991), ondernemer en auteur
- Jasper Philipsen (1998), wielrenner
- Wout Faes (1998), voetballer
- Wout Verlinden (2007), voetballer

## Partnersteden
- Santo Tomás (Nicaragua) (1985)
- Kara Kara (Niger)

### Voormalige partnersteden
De gemeente Mol zette in januari 2011 een punt achter de stedenband met Pejë (Kosovo). In 2021 werd ook de stedenband met de Duitse gemeente Kall, die bestond sinds 1980, stopgezet.